# Valldemossa
Valldemossa è un comune spagnolo di 1 995 abitanti situato nella comunità autonoma delle isole Baleari.

## Geografie e storia
Si trova a nord-ovest dell'isola maggiore, Maiorca, ed è ricordata per essere stata luogo di soggiorno del compositore Fryderyk Chopin che, in compagnia della sua compagna George Sand, si stabilì alla Cartuja (una precedente certosa) fra il 1838 e il 1839. Molte leggende riguardanti alcune note composizioni del musicista polacco, hanno come teatro di svolgimento l'ex-convento della cittadina collinare spagnola. Qui il compositore scrisse i 24 Preludi op. 28. Dal 1930 alla Certosa si organizza ad agosto il Festival Chopin di Valdemossa.

## Galleria d'immagini

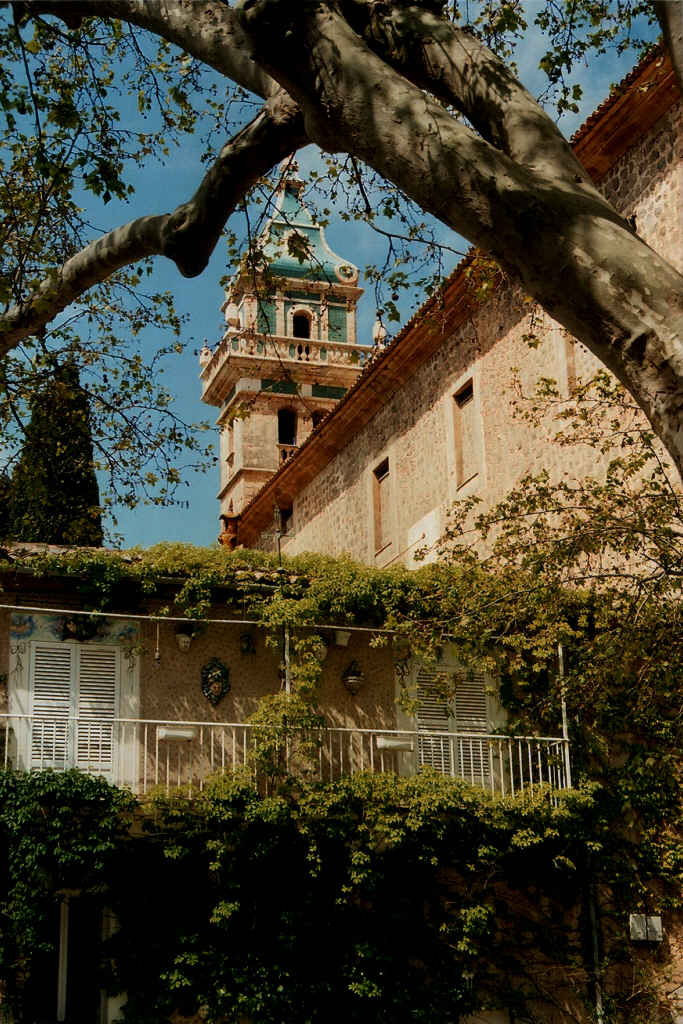
La Cartuja
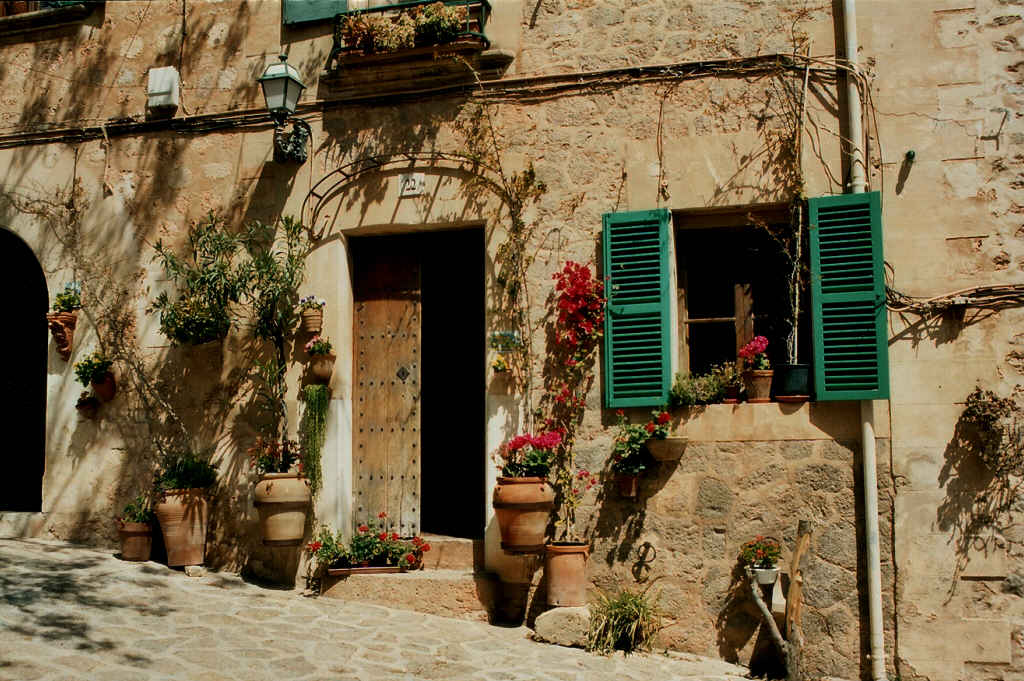
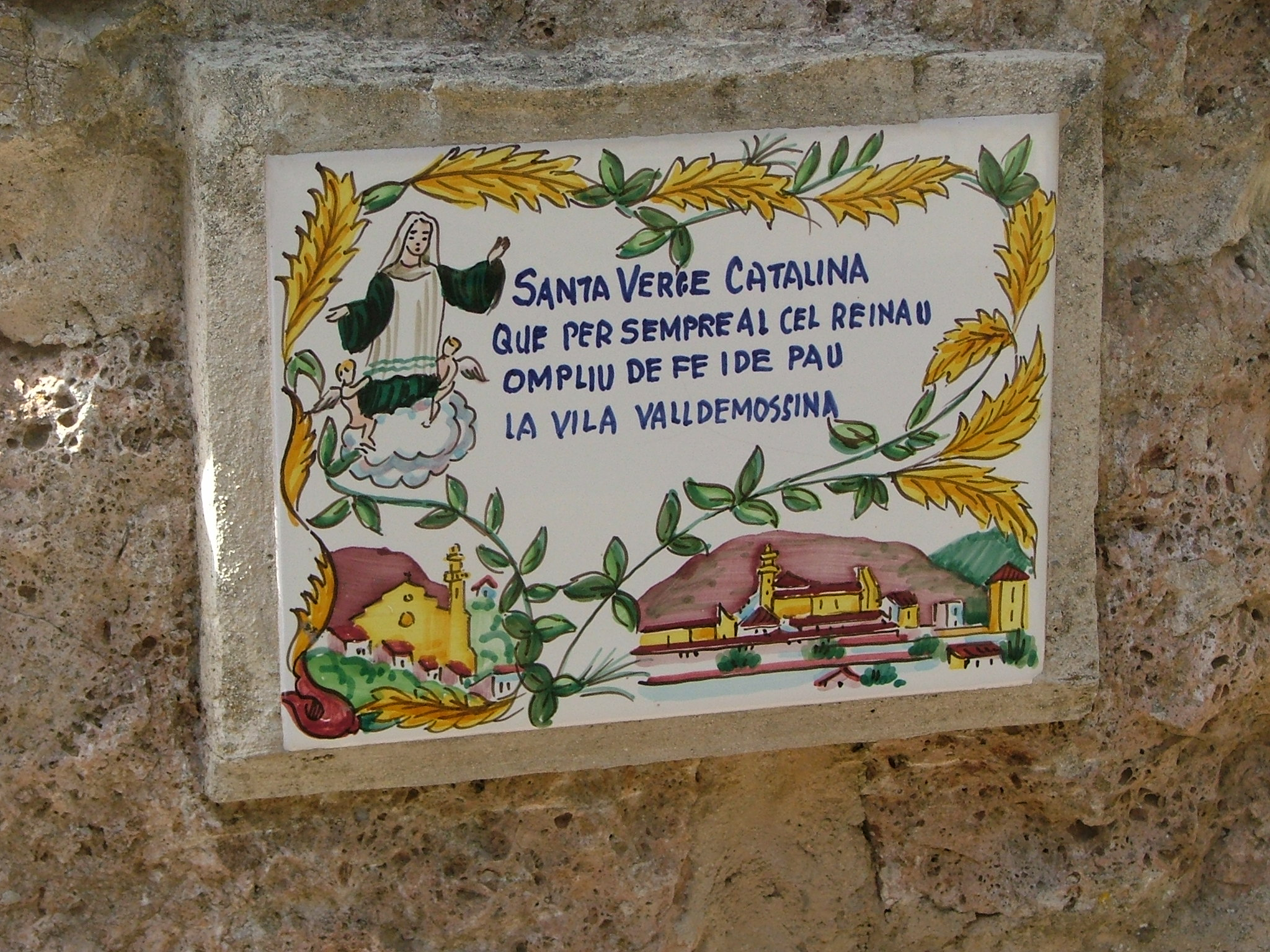
Terracotta